# تيرانس سيمونز
تيرانس سيمونز (بالإنجليزية: Terrance Simmons)‏ هو لاعب كرة قدم أمريكية أمريكي، ولد في 3 مايو 1976 في موس بوينت في الولايات المتحدة.

## وصلات خارجية
- تيرانس سيمونز على موقع كلية كرة السلة في سبورتس رفرنس.كوم (الإنجليزية)
- تيرانس سيمونز على موقع مرجع كرة القدم المحترفة.كوم (الإنجليزية)